# Fernando de la Fuente y Rojas
Fernando de la Fuente Roxas y Sánchez Cortés de Monroy (San Clemente de Mancera, 18 de diciembre de 1671-Lima, 1721?), fue un militar criollo y funcionario colonial en el Virreinato del Perú. Marqués consorte del Dragón de San Miguel de Híjar.

## Biografía
Fueron sus padres el general Juan Lucas de la Fuente y Rojas y la dama pisqueña Andrea Sánchez Cortés de Monroy. En su carrera militar ascendió a general, lo cual junto a un ventajoso matrimonio y la obtención del hábito de caballero de la Orden de Santiago, le significó su nombramiento como corregidor del Cuzco (1702). 
Durante su gestión, se observaron en el cielo cusqueño diversos cometas y meteoritos, se produjo un fuerte temblor, y se tuvo inconvenientes judiciales con los corregidores de Abancay, José de Aumenti, y de Chilques y Masques, Manuel Santoyo. Al término de su periodo, regresó a Lima donde finalmente testó el 27 de setiembre de 1721, ante el escribano José de Torres Campo.

## Matrimonio y descendencia
Se casó en Lima, el 20 de noviembre de 1701, con Juana Margarita de Híjar y Mendoza, VI marquesa del Dragón de San Miguel de Híjar, con quien tuvo a:
1. Juana de la Fuente e Híjar.
2. Andrea de la Fuente e Híjar.
3. Fernando de la Fuente Híjar y Mendoza, VII marqués del Dragón de San Miguel de Híjar, con sucesión.
4. Leonor de la Fuente e Híjar.
5. Francisca de la Fuente e Híjar.

| Predecesor: Diego de Esquivel y Jaraba | Corregidor del Cuzco 1702 - 1707 | Sucesor: Diego de Esquivel y Navia |